# Ion Fury
Ion Fury ist ein Cyberpunk Ego-Shooter, der von Voidpoint entwickelt und von 3D Realms veröffentlicht wurde.

## Entwicklung
Das Spiel wurde zunächst unter dem Namen Ion Maiden entwickelt, woraufhin die Band Iron Maiden wegen Namensähnlichkeit eine Markenrechtsklage einreichte. Daraufhin wurde der Titel in Ion Fury umbenannt. Technisch basiert das Spiel auf dem eDuke32 Source Port der Build-Engine. Neben modernen Grafikschnittstellen wie OpenGL sind auch trotz der Retrotechnik moderne Shooter-Funktionalitäten wie Nachladen der Waffen oder Hitboxes für Kopfschüsse implementiert. Zudem wurden Komfortfunktionen wie automatisches Speichern eingebaut.

## Handlung
Es handelt sich um ein Prequel zu dem Spiel Bombshell. Die Protagonistin Shelly Harrison muss Sektenführer Dr. Jadus Heskel und seine Armee an kybernetischen Kultisten aufhalten, um ihren Liebhaber zu retten. Shelly Harrison ist Soldatin der Global Defense Force und dort Sprengstoffexpertin. Im Spiel wird genreüblich der Transhumanismus thematisiert.

## Rezeption
Für 4Players geht das Old-School-Rezept auf. Technisch und spielerisch wird aus der betagten Engine alles herausgeholt. Die interaktiven Levels mit zahlreichen versteckten Geheimnissen sowie die zahlreichen Anspielungen ergeben ein gutes Retrospiel. Für GameStar transportiert das Spiel konsequent den Egoshooter der 90er Jahre mit all seinen Stärken und Schwächen. Hohe Spielgeschwindigkeit, Cyberpunk-Atmosphäre, Soundeffekte und Musik sind stimmig. Die altbackene Grafik, fehlende Zwischensequenzen sowie fehlende deutsche Übersetzung, KI-Schwächen, gleichförmige Gegner und das Absuchen der Levels nach Schlüsselkarten sorgen für Kritik.

## Auszeichnungen
- 2019: Indie DB: Indie of the Year[7]